# Madona z Olomouce
Madona z Olomouce, zvaná Primavesi, je gotická socha z doby kolem roku 1480–1490. Momentálně (2018) je ve vlastnictví Moravské galerie v Brně.

## Popis
Madona z Olomouce je skulpturou o výšce 133 cm, která je vytesaná z lipového dřeva. Je vzadu vyhloubená a zdobí ji nepůvodní (barokní) polychromie a zlacení. Šat je polychromován temperou, rouška olejem. Opravována a zlacena byla v roce 1709 J. F. Wolnym, na což odkazuje štítek s nápisem: „Josephus Francisus Wolny Silesius Josephus Frideccensis aurabilit anno 1709 Mense [?] Juli“, který se nachází vzadu na soše. Naposledy byla restaurována Marií Zmydlenou v letech 1998–1999. Do veřejného povědomí se socha dostala díky výstavě Gotického umění na Moravě a ve Slezsku, která probíhala v letech 1935–1936.
Řezbářské zpracování sochy působí velmi měkce a dokonale, což je patrné jak na draperiích pláště, tak na velice malebném a lyrickém výrazu v obličeji. Madona má mandlovité oči, dlouhý tenký nos a lehký půvabný sklon hlavy. Dominantním prvkem sochy je právě drapérie, která je diagonálně vedená z levé strany před tělem Panny Marie na její středovou osu, kde Marie pozvedá přeložený plášť pravou rukou, což vytváří trojúhelníkovitý útvar. Tímto přetočením pláště vzniká také charakteristický srdčitý motiv. Draperiová skladba, i když je velmi složitá, působí velmi přehledně a je oddělena od tělesné masy. Madona z Olomouce stojí na měsíčním srpu a váhu těla nese její pravá noha. Levou nohu má madona výrazně pokrčenou, jedná se tedy o kontrapostní postavení nohou. Díky kontrapostu navíc vzniká pro krásné madony (madony krásného slohu) typické esovité prohnutí, které zde ale není tak výrazně patrné. Její postava se vyznačuje plným tělesným objemem. Madona oběma rukama drží sedícího Ježíška, a to nad svým levým bokem. Ježíškovi chybí všechny prsty levé ruky. Vyskytuje se zde také motiv šálu, splývajícího z vlnitých vlasů Marie a obtočeného pod krkem, který levou rukou přidržuje Kristus, jako by si s ním hrál.

## Původ
Madona zvaná Primavesi je prací neznámého řezbáře, dnes nazývaného Mistr Madony z Olomouce. Patří ke stěžejním sochám „vídeňské gerhaertovské školy“, v dnešní době označované spíše jako „gerhaertovská škola v Rakousku“. Tato škola vznikla díky přesunu Nicolause Gerhaerta van Leyden, což byl holandský gotický sochař pracující převážně v německém Štrasburku, do prostředí střední Evropy. K tomuto přesunu došlo pozváním na dvůr císaře Friedricha III., kde měl Gerhaert zhotovit náhrobek pro císaře a jeho manželku Eleonoru Portugalskou (v letech 1467–1473). Dále působil sochař např. v Pasově a ve Vídeňském Novém Městě.
Mezi sochy, které lze řadit ke stěžejním sochám této školy, patří právě Madona z Olomouce, zvaná Primavesi, dále Madona z Brna, kruciﬁx z kostela sv. Janů v Brně, sousoší Olivetské hory z Modřic u Brna, sousoší shodné ikonograﬁe z kostela sv. Jakuba v Jihlavě a reliéf Panny Marie Ochranitelky z dómu sv. Václava v Olomouci. Do této skupiny se řadí ale také Madona ze hřbitovní kaple sv. Rocha ve Strážnici, dnes se jedná o kostel Nanebevzetí Panny Marie ve Strážnici, a Madona z kostela sv. Petra a Pavla ve Svojanově, dnes kostel sv. Mikuláše ve Starém Svojanově.
Moravský původ Madony z Olomouce zpochybnil např. Theodor Müller, který sochu považuje za dolnorakouskou práci. K jeho názoru se přidal také Jaromír Homolka, který se studiu gerhaertovského sochařství systematicky věnoval, a možnost dodání sochy z Vídně nevylučuje. Důvodem pro pochybnosti byla především velmi vysoká úroveň řezbářského zpracování sochy. Konec osmdesátých let 20. století ale přinesl nové poznatky, které vzešly z dalšího studia této školy. Jejich autorkou je Kaliopi Chamonikola a díky jejímu studiu došlo k relativizování názoru o cizím původu olomoucké madony. Nyní se odborníci přiklání k názoru, že řezbář Madony Primavesi byl vyškolen v Porýní a alespoň nějakou dobu pracoval na Moravě, čímž rozšiřuje působení gerhaertovské školy dále na východ. Je velmi pravděpodobné, že dílna působila v Brně, a zdá se, že měla rozsáhlejší územní působnost. Je možné, že dílna dodávala práce právě do Olomouce.
Madona stála v nice domu číslo 27 v Sarkandrově ulici v Olomouci, a to do roku 1905. Moravská galerie v Brně ji získala roku 1930 ze sbírky rodiny Primavesi – odtud také pochází její název. Madona z Olomouce bývá také nazývána jako Assumpta (latinsky Nanebevzatá) rodiny Primavesi. Assumpta je totiž často zobrazována stojící na půlměsíci.